# Gerhard Zemann
Gerhard Zemann (Viena, 21 de março de 1940 — Salzburgo, 14 de abril de 2010) foi um ator austríaco conhecido pela série Kommissar Rex, na qual interpretou o Dr. Leo Graf, patologista forense, durante as dez primeiras temporadas (1994 - 2004).